# Hanhijärvi (sjö i Finland, Birkaland)
Hanhijärvi är en sjö i Finland. Den ligger i Sastamala stad i landskapet Birkaland, i den sydvästra delen av landet, 160 km nordväst om huvudstaden Helsingfors. Hanhijärvi ligger 102 meter över havet. Arean är 4,3 hektar och strandlinjen är 1,25 kilometer lång. Sjön  ingår i Kumo älvs huvudavrinningsområde.   I omgivningarna runt Hanhijärvi växer i huvudsak blandskog.